# Adam Wolanin
 (mars 2019).
Si vous disposez d'ouvrages ou d'articles de référence ou si vous connaissez des sites web de qualité traitant du thème abordé ici, merci de compléter l'article en donnant les références utiles à sa vérifiabilité et en les liant à la section « Notes et références ».
Adam Wolanin (né le 13 novembre 1919 à Lviv en Pologne (aujourd'hui en Ukraine) et mort le 26 octobre 1987 à Park Ridge dans l'Illinois) était un joueur de football polonais-américain, qui évoluait en tant qu'attaquant.

## Biographie

### Carrière professionnelle
Wolanin commence sa carrière professionnelle dans l'équipe de D1 polonaise de sa ville natale, le Pogoń Lwów à l'âge de 17 ans. Lors de l'invasion polonaise de l'Allemagne peu avant la Seconde Guerre mondiale en septembre 1939, Wolanin fuit pour l'Angleterre où il joue dans le club de Blackpool. Il ne jouera jamais dans l'équipe première, puis décide de partir pour les États-Unis. Il s'installe à Chicago où il joue pour les Maroons puis pour les AAC Eagles en National Soccer League of Chicago. En 1950, il rejoint les Chicago Falcons, et gagne l'U.S. Open Cup en 1953.

### Équipe nationale
En 1950, Wolanin est appelé en équipe des États-Unis pour la coupe du monde 1950 au Brésil. Il ne joue que le premier match du tournoi, une défaite 3-1 contre l'Espagne.

### Hommage
Il a été intronisé, en 1976, aux États-Unis au National Soccer Hall of Fame, avec les autres membres de l'équipe de la Coupe du Monde de 1950.